# Input-outputtabel
De Input-Outputtabel (IO-tabel) is een matrix waarin de waarden van goederen- en dienstenstromen in een economie worden weergegeven. De tabel bestaat uit vier submatrices: intermediaire leveringen, primaire input, finale output en primaire input tevens finale output. De submatrix van intermediaire leveringen wordt in de wiskundige economie met de letter A weergegeven en de finale leveringen met Y.
De matrix van de intermediaire leveringen is vierkant en bestaat uit rijen en kolommen van bedrijfsklassen. Een kleine tabel bevat ongeveer 30 bedrijfsklassen, een middelgrote ongeveer 60, terwijl voor gedetailleerde studies zelfs met ongeveer 500 bedrijfsklassen wordt gewerkt. Wereldwijd wordt de indeling in bedrijfsklassen gecoördineerd door de Verenigde Naties, zodat tabellen uit verschillende landen min of meer vergeleken kunnen worden.
Het idee voor zo een matrix is omstreeks 1925 bedacht door Wassily Leontief. Later heeft de econoom Richard Stone veel bijgedragen aan de methodologie voor het samenstellen van zo een matrix. De matrix intermediaire leveringen A speelt een belangrijke rol in de zogenaamde input-outputanalyse, die een belangrijke rol speelt bij het beschrijven van veel macro-economische verschijnselen, plannen van economieën en milieustudies.
In Nederland werd het samenstellen van Input-Outputabellen geïntroduceerd door Jan Tinbergen, die toen bij het Centraal Bureau voor de Statistiek werkzaam was. Tegenwoordig speelt de samenstelling van de Input-Outputtabel een doorslaggevende rol bij het bepalen van het bruto en het netto nationaal product van Nederland. De Nederlandse Input-Outputtabel wordt jaarlijks als onderdeel van de nationale rekeningen gepubliceerd door het Centraal Bureau voor de Statistiek. In die publicatie worden de definities van de verschillende onderdelen nauwkeurig beschreven.